# Peter Goring
Harry „Peter“ Goring (* 2. Januar 1927 in Bishop’s Cleeve; † Dezember 1994 ebenda) war ein englischer Fußballspieler und -trainer. Der blonde Mittelstürmer, der später zum rechten Außenläufer umfunktioniert wurde, gewann er mit dem FC Arsenal 1950 den FA Cup und drei Jahre später die englische Meisterschaft.

## Sportlicher Werdegang
Harry Goring, der aus nicht näher bekannten Gründen „Peter“ genannt wurde, wuchs in der Nähe von Cheltenham im Westen Englands auf. Der „Butcher's Boy“, wie Goring aufgrund des erlernten Metzgerberufs genannt wurde, war zunächst fußballerisch in der Heimat für Cheltenham Town in der Southern League aktiv. Der dort amtierende Trainer Jimmy Brain empfahl ihn seinem Ex-Klub FC Arsenal derart nachhaltig, dass ihn die „Gunners“ im Januar 1948 für eine Ablösesumme in Höhe von 1000 Pfund verpflichteten. Nach einer Anpassungszeit beeindruckte Goring erstmals auf einer Tournee des Klubs durch Brasilien. Dies hatte zur Folge, dass er am 24. August 1949 gegen den FC Chelsea (2:1) debütierte. Als neuer Mittelstürmer war er mit 21 Treffern und 29 Ligaspielen sofort bester Torschütze des Vereins, der in der Liga auf dem fünften Abschlusstabellenplatz landete und dazu den FA Cup gewann. Beim 2:0-Finalsieg gegen den FC Liverpool blieb er ohne eigenen Torerfolg.
In der Saison 1950/51 schoss er weitere 16 Tore und Goring blieb bis Mitte 1952 Stammspieler auf der zentralen Angreiferposition, bevor Cliff Holton das „Trikot mit der Nummer 9“ übernahm. Goring kam erst im Dezember 1951 wieder zu einem Startelfauftritt. Zum Ende der Spielzeit 1951/52 hatte Goring 16 Spiele angesammelt und die verhältnismäßig wenigen vier Tore erklärten sich dadurch, dass er nun häufiger auf der Halbstürmerposition eingesetzt wurde (Holton traf als Mittelstürmer 17 Mal). In der Meistersaison 1952/53 schwang das Pendel wieder mehr in Gorings Richtung. Da Holton nur die Hälfte der Partien bestritt (dabei jedoch 19 Tore schoss), kam Goring nun wieder häufiger als Zentrumsstürmer zum Zug und traf zehn Mal in 29 Partien (auch hier wieder gelegentlich ausweichend auf die Halbposition). Die Hoffnung hielt nicht lange an, denn der Torriecher kam ihm in der Saison 1953/54 nun vollständig abhanden. Er schoss keinen einzigen Treffer in neun Spielen, woraufhin Arsenals Trainer Tom Whittaker seine Idee zur Reife brachte, Goring auf die rechte Außenläuferposition umzusetzen. Dort wusste er wieder zu überzeugen und in den folgenden beiden Spielzeiten verpasste er nicht nur lediglich sechs Arsenal-Spiele, sondern wurde auch in dieser Rolle für eine Auswahl des englischen Verbands im Rahmen einer Tournee zu den Westindischen Inseln im Sommer 1955 nominiert. Nach dem Tod von Trainer Wittaker im Oktober 1956 übernahm Ex-Spieler Jack Crayston dessen Nachfolge und sukzessive ging es mit Gorings sportlicher Profikarriere dem Ende entgegen. Nach zehn Einsätzen in der Saison 1957/58 und lediglich zwei weiteren Partien im Jahr darauf endete Gorings Zeit bei Arsenal. Im Tausch mit Alan Ashberry wechselte er im Herbst 1959 kurzzeitig in den Amateurbereich zu Boston United.
Abseits des Fußballs betrieb Goring in Cheltenham die Familien-Metzgerei und trainierte zwischen September 1968 und Oktober 1979 die Forest Green Rovers. Er starb kurz vor seinem 68. Geburtstag im Dezember 1994.

## Titel/Auszeichnungen
- Englischer Meister (1): 1953
- Englischer Pokal (1): 1950